# Hochrhein

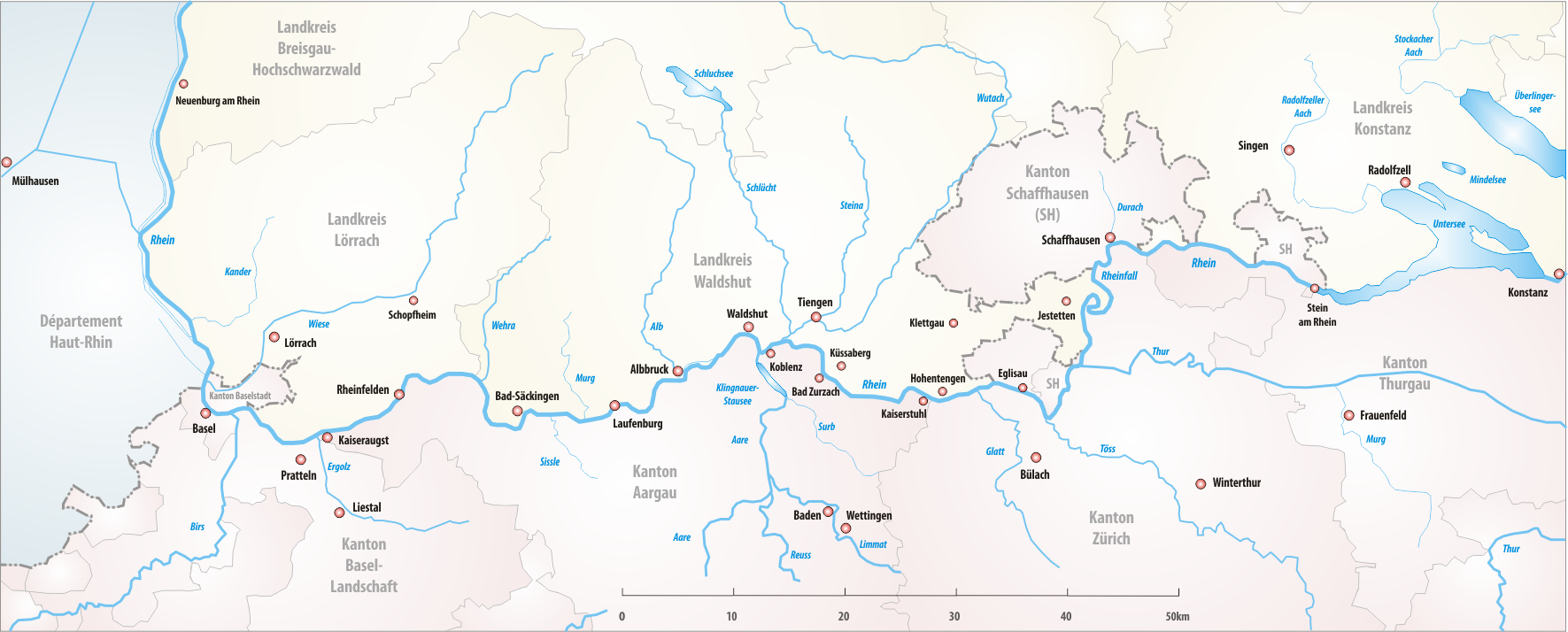
Hochrhein

Hochrhein ("Rinul de Sus") este un tronson pe Rin care se află între Stein am Rhein și Basel (Elveția).

## Istoric

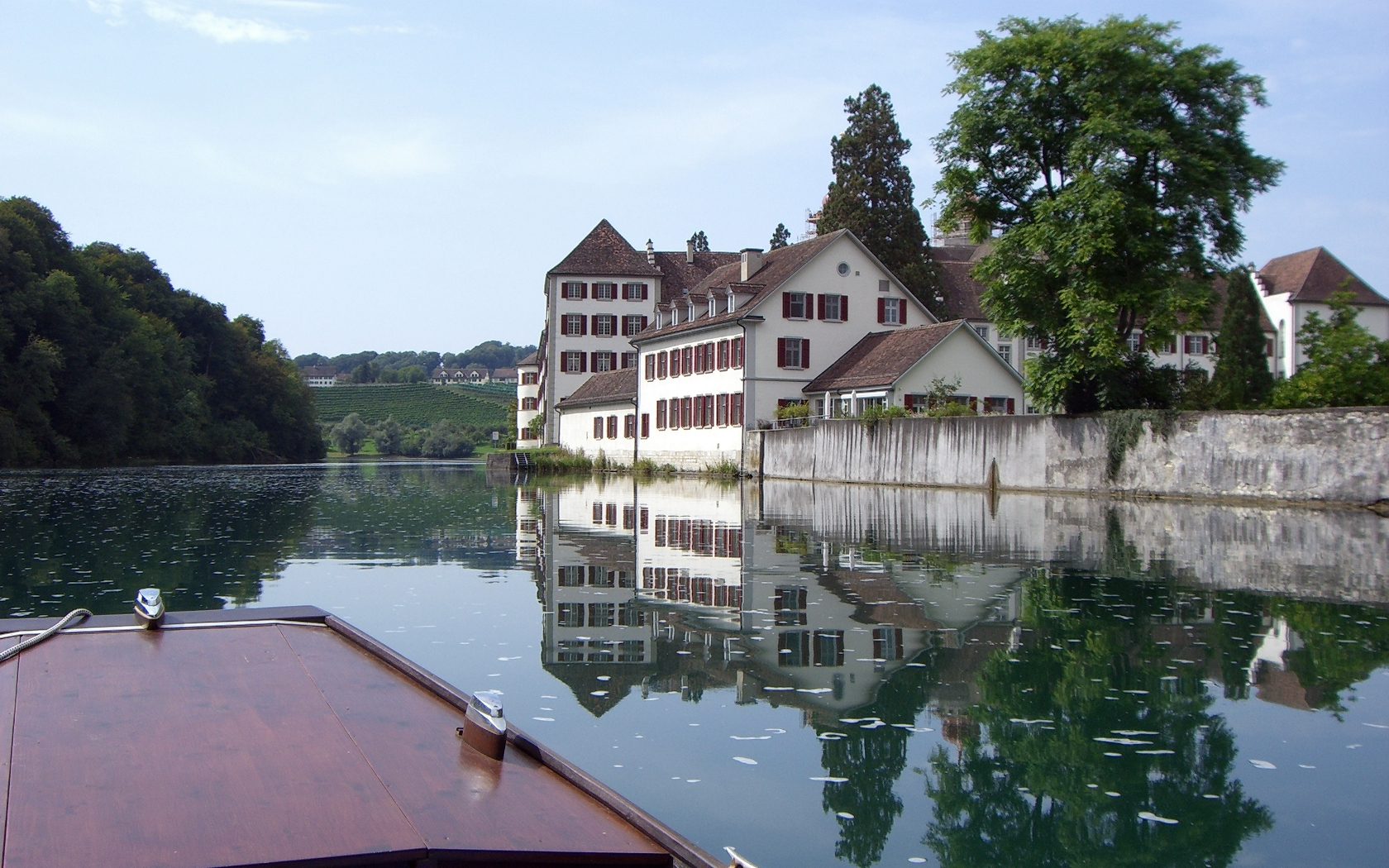
Rinul la Rheinau

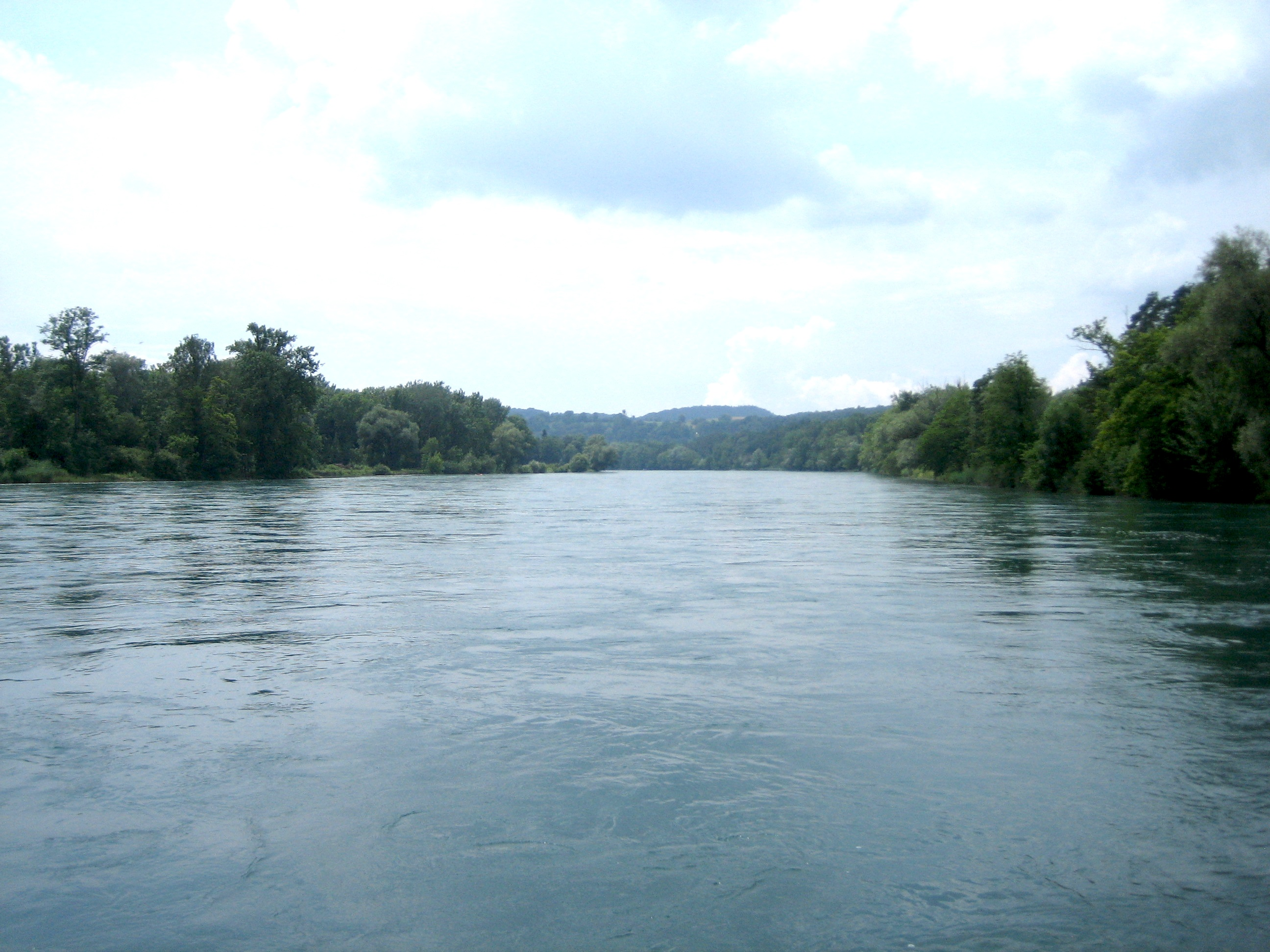
Rinul la Marthalen

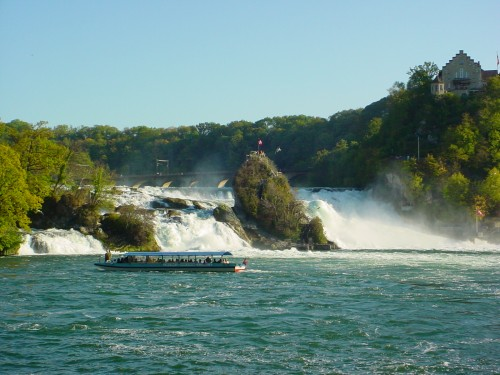
Rinul la Neuhausen am Rheinfall

Denumirea de "Hochrhein" provine din secolul XIX, termenul devenind oficial. Până la acceptarea termenului, regiunea era numită "Rinul elvețian și de la Baden". Hochrhein începe în sud la gura de vărsarea a Rinului în Lacul Constanța la Stein am Rhein și este limitat în nord de orașul Basel. Spre deosebire de celelate tronsoane ale Rinului, el curge spre vest și are o diferență de altitudine le la 395 m la 252 m. Valea presărată cu cascade, are lărgimi diferite, variind de la chei la o vale largă.

## Localități mai importante
- Stein am Rhein,
- Schaffhausen,
- Neuhausen am Rheinfall,
- Waldshut-Tiengen,
- Laufenburg,
- Bad Säckingen,
- Rheinfelden,
- Basel

## Afluenți mai importanți
- Biber,
- Thur,
- Töss,
- Glatt,
- Wutach,
- Aare,
- Alb,
- Murg,
- Sissle,
- Wehra,
- Ergolz,
- Birs